# Монтроз (округ)
Монтро́з (англ. Montrose County) — округ в штате Колорадо, США. Официально образован в 1883 году. По состоянию на 2010 год, численность населения составляла 41 276 человек.

## География
По данным Бюро переписи США, общая площадь округа равняется 5 809,376 км2, из которых 5 804,196 км2 суша и 4,921 км2 или 0,080 % это водоёмы.

## Население
По данным переписи населения 2010 года в округе проживает 41 276 жителей в составе 16 484 домашних хозяйств и 11 461 семей. Плотность населения составляет 7,00 человек на км2. На территории округа насчитывается 18 250 жилых строений, при плотности застройки около 3,00-ти строений на км2. Расовый состав населения: белые — 86,70 %, афроамериканцы — 0,40 %, коренные американцы (индейцы) — 1,10 %, азиаты — 0,60 %, гавайцы — 0,10 %, представители других рас — 8,70 %, представители двух или более рас — 2,40 %. Испаноязычные составляли 19,70 % населения независимо от расы.
В составе 31,20 % из общего числа домашних хозяйств проживают дети в возрасте до 18 лет, 56,10 % домашних хозяйств представляют собой супружеские пары проживающие вместе, 9,10 % домашних хозяйств представляют собой одиноких женщин без супруга, 30,50 % домашних хозяйств не имеют отношения к семьям, 25,80 % домашних хозяйств состоят из одного человека, 12,00 % домашних хозяйств состоят из престарелых (65 лет и старше), проживающих в одиночестве. Средний размер домашнего хозяйства составляет 2,47 человека, и средний размер семьи 2,97 человека.
Возрастной состав округа: 24,70 % моложе 18 лет, 6,40 % от 18 до 24, 22,50 % от 25 до 44, 28,60 % от 45 до 64 и 17,80 % от 65 и старше. Средний возраст жителя округа 42 лет. На каждые 100 женщин приходится 96,00 мужчин. На каждые 100 женщин старше 18 лет приходится 94,00 мужчин.
Средний доход на домохозяйство в округе составлял 46 058 USD, на семью — 52 152 USD. Среднестатистический заработок мужчины был 41 301 USD против 31 659 USD для женщины. Доход на душу населения составлял 22 413 USD. Около 7,30 % семей и 10,20 % общего населения находились ниже черты бедности, в том числе — 13,40 % молодёжи (тех, кому ещё не исполнилось 18 лет) и 9,80 % тех, кому было уже больше 65 лет.